# 四川茶藨子
四川茶藨子（学名：Ribes setchuense），为虎耳草科茶藨子属下的一个植物种。